# 고로형 증기 기관차
고로형 증기 기관차는 1924년에 도입된 대한민국의 탱크식 증기 기관차이다. 총 3량만이 도입되었다.

## 참고 문헌
- 변성우 외 (1999), 《한국철도차량 100년사》, 서울: 철도차량기술점검단.